# Петар
Петар је мушко хришћанско име грчког порекла. Потиче од грчке речи „Petros“ (πέτρος) у значењу „стена“, „камен“, па се сматра симболом непоколебљивости, одлучности и постојаности. То је име — у арамејском облику „Кефа“ — дао Христ једноме од апостола: Симону, Зебедејевом сину.

## Имендан
Имендан се слави у Бугарској 29. јуна.

## Популарност
У разним варијантама ово календарско име је популарно у свим језицима хришћанских народа од давнина до данас, чему су допринеле цркве Светог Петра које су осниване по разним областима Балканског полуострва.
Посебно је често у Србији, Хрватској, Северној Македонији и Бугарској (Петър). У Македонији је 2006. ово име било на деветом месту по популарности, а у Србији је од 2003. до 2005. било на тринаестом.

## Изведена имена
Од овог имена изведена су имена Пеја, Пека, Пеко, Пепи, Пера, Перан, Перислав, Перица, Периша, Перка, Перк, Перо, Перован, Перута, Петра, Петрија, Петро, Петруш, Петруша, Петрушка и Пеца.